# Cayo Caninio Rébilo (pretor)
Cayo o Gayo Caninio Rébilo  fue un político romano del siglo II a. C. Alcanzó la pretura en el año 171 a. C. y obtuvo Sicilia como provincia pretoria.